# Berliner Tageblatt
Berliner Tageblatt sau BT a fost un ziar de limba germană publicat în Berlin din 1872 până în 1939. Împreună cu Frankfurter Zeitung, el a devenit unul dintre cele mai importante ziare liberale germane ale timpului său.

## Istoric
Berliner Tageblatt a fost publicat pentru prima oară de către Rudolf Mosse ca ziar publicitar pe 1 ianuarie 1872, dar s-a transformat apoi într-un ziar liberal. La 5 ianuarie 1919 redacția ziarului a fost ocupată pentru scurt timp de soldații unităților Freikorps în perioada Revoluției Germane. Prin 1920, BT ajunsese un cotidian cu un tiraj de aproximativ 245.000 de exemplare.
Înainte de ascensiunea naziștilor la putere, la 30 ianuarie 1933, ziarul a fost deosebit de critic și ostil față de programul lor politic. Pe 3 martie 1933, după incendierea Reichstagului, editorul Hans Lachmann-Mosse l-a concediat pe redactorul șef Theodor Wolff din cauza criticilor pe care le-a adus guvernului nazist și a strămoșilor săi evrei. Wolff a fugit apoi în regiunea Tirol din Austria, cu avionul.
După 1933, guvernul nazist a preluat controlul ziarului (Gleichschaltung). Cu toate acestea, în septembrie 1933, ministrul propagandei Joseph Goebbels i-a acordat permisiunea specială de a nu fi obligat să tipărească propagandă nazistă cu scopul de a contribui pe plan internațional la crearea imaginii unei prese germane libere. Datorită primirii acestei asigurări, respectatul corespondent străin Paul Scheffer a devenit editor la 1 aprilie 1934. El a fost primul jurnalist străin căruia i s-a refuzat eliberarea unui permis de reintrare în Uniunea Sovietică în 1929 din cauza opiniei critice față de Planul cincinal și a previziunii foametei din Ucraina.
Timp de aproape doi ani, Scheffer a fost înconjurat de absolvenți de universitate cu minți deschise precum Margaret Boveri. Ea a scris în 1960 că Scheffer „a fost urât încă de la început de către persoanele cu funcții de conducere în Ministerul Propagandei și a fost păstrat în funcție în primii ani ai regimului numai din cauza relațiilor externe excelente pe care le avea”. Poziția lui Scheffer a devenit ulterior de neconceput și el a demisionat pe 31 decembrie 1936.
Ziarul a fost închis în cele din urmă de către autoritățile naziste pe 31 ianuarie 1939.

## Colaboratori
În perioada de 27 de ani (1906-1933) cât Theodor Wolff a fost redactor-șef, BT a devenit cel mai influent ziar din Berlin. Wolff a atras elita jurnalismului german către Berliner Tageblatt. Ernst Feder și Rudolf Olden conduceau departamentul de politică internă, în timp ce Josef Schwab, Max Jordan și Maximilian Müller-Jabusch pe cel de politică externă. Arthur Norden și Felix Pinner erau responsabili cu articolele economice. Fred Hildenbrandt a condus secțiunea de foiletoane din 1922 până în 1932. Printre colaboratorii obișnuiți cu foiletoane se numărau Alfred Polgar, Fritz Mauthner, Kurt Tucholsky, Erich Kästner, Otto Fulg și Frank Thies. Șeful secțiunii de teatru era Alfred Kerr.
Din 1918 până în aprilie 1920, Kurt Tucholsky a contribuit cu 50 de articole la Berliner Tageblatt în timp ce el era, de asemenea, redactor-șef al revistei satirice Ulk, care a apărut săptămânal între 1913 și 1933. Romanul său Schloss Gripsholm (inspirat de Castelul Gripsholm) a apărut în BT în perioada 20 martie - 26 aprilie 1931. Alfred Eisenstaedt a fost unul dintre fotografii ziarului.
Erich Everth a transmis corespondențe de la Viena pentru BT în 1924. Ca succesor al lui Leopold Schmidt, Alfred Einstein a fost critic muzical din septembrie 1927 până în august 1933. Șeful Biroului Central European, cu sediul la Viena, în perioada 1927-1933 a fost Heinrich Eduard Jacob. În această perioadă, Jacob a avut aproximativ 1.000 de contribuții. Din cauza faptului că era un adversar al naziștilor austrieci, Jacob a fost închis la lagărul de concentrare Dachau, după Anschluss-ul din 1938.
BT a publicat separat suplimente săptămânale, distribuite ca parte a ziarului. O parte dintre acestea precum „Technische Rundschau”, un supliment săptămânal ce prezenta tendințele din domeniul tehnologiei, și secțiunile „Haus, Hof und Garten” (Casă și Grădină) au fost editate de către Rudolf Jonas. Jonas a fost redactor din 1929 până în 1932 și a devenit mai târziu redactor al revistei Das Theater.

## Tiraj
| An           | Tiraj - În zilele lucrătoare | Tiraj - Duminică          |
| ------------ | ---------------------------- | ------------------------- |
| 1917         | 245.000                      | 245.000                   |
| martie 1919  | 160.000-170.000              | 300.000                   |
| 1920         | 245.000                      | 300.000                   |
| 1923         | ~250.000                     |                           |
| aprilie 1928 | 150.000                      | 150.000                   |
| 1929         | 137.000 (Berlin: 83.000)     | 250.000                   |
| 1930-1931    | 121.000 (Berlin: 77.000)     | 208.000 (Berlin: 113.000) |
| aprilie 1931 | 140.000                      | 140.000                   |
| 1933         | 130.000-240.000              | 130.000-240.000           |